# Leichtathletik-Weltmeisterschaften 1997/400 m der Frauen
Der 400-Meter-Lauf der Frauen bei den Leichtathletik-Weltmeisterschaften 1997 wurde vom 2. bis 4. August 1997 im Olympiastadion der griechischen Hauptstadt Athen ausgetragen.
Weltmeisterin wurde die australische Olympiazweite von 1996 Cathy Freeman, die bei den Weltmeisterschaften 1995 mit der 4-mal-400-Meter-Staffel ihres Landes Bronze gewonnen hatte. Silber ging an die WM-Dritte von 1993 Sandie Richards aus Jamaika. Die US-amerikanische Weltmeisterin von 1993 und WM-Dritte von 1995 Jearl Miles Clark, die außerdem zahlreiche Medaillen mit der 4-mal-400-Meter-Staffel der Vereinigten Staaten errungen hatte – Weltmeisterschaften 1993/1995: jeweils Gold, Weltmeisterschaften 1991: Bronze, Olympiagold 1996 und Olympiasilber 1992 –, errang die Bronzemedaille.
Der Ausgang ganz vorn war äußerst knapp. Eingangs der Zielgeraden lag Cathy Freeman, die aufgrund ihres Schongang-Auftritts im Halbfinale auf der ungünstigen Innenbahn laufen musste, knapp hinter der hier führenden Nigerianerin Falilat Ogunkoya. Freeman übernahm nun zunächst problemlos die Spitze, doch die nicht weit zurück liegende Sandie Richards kam ihr gefährlich nahe. Im Ziel lagen zwischen der Siegerin Freeman und Vizeweltmeisterin Richards gerade einmal zwei Hundertstelsekunden. Nur weitere elf Hundertstelsekunden dahinter folgte Jearl Miles Clark als Dritte.

## Bestehende Rekorde
| Weltrekord | 47,60 s | Marita Koch           | Canberra, Australien          | 6. Oktober 1985 |
| WM-Rekord  | 47,99 s | Jarmila Kratochvílová | WM 1983 in Helsinki, Finnland | 10. August 1983 |

Der bestehende WM-Rekord wurde bei diesen Weltmeisterschaften um 1,78 Sekunden verfehlt. Nur die drei Medaillengewinnerinnen Cathy Freeman, Sandie Richards und Jearl Miles Clark blieben unter der Marke von fünfzig Sekunden.
Es wurden zwei Landesrekorde aufgestellt:
- 51,99 s – Damayanthi Darsha (Sri Lanka), 1. Vorlauf am 2. August
- 55,54 s – Cathalina Staye (St. Vincent und die Grenadinen), 2. Vorlauf am 2. August

## Vorrunde
Die Vorrunde wurde in fünf Läufen durchgeführt. Die ersten vier Athletinnen pro Lauf – hellblau unterlegt – sowie die darüber hinaus vier zeitschnellsten Läuferinnen – hellgrün unterlegt – qualifizierten sich für das Viertelfinale.

### Vorlauf 1
2. August 1997, 8:10 Uhr
| Platz | Name                            | Nation     | Zeit (s) |
| ----- | ------------------------------- | ---------- | -------- |
| 1     | Helena Fuchsová                 | Tschechien | 51,05    |
| 2     | Tatjana Alexejewa               | Russland   | 51,61    |
| 3     | Damayanthi Darsha               | Sri Lanka  | 51,99 NR |
| 4     | Olabisi Afolabi                 | Nigeria    | 52,13    |
| 5     | Tonique Williams                | Bahamas    | 52,30    |
| 6     | LaDonna Antoine                 | Kanada     | 52,44    |
| 7     | Maria Magnólia Souza Figueiredo | Brasilien  | 53,95    |
| 8     | Charmaine Smit                  | Namibia    | 55,67    |

### Vorlauf 2
2. August 1997, 8:18 Uhr
| Platz | Name               | Nation                         | Zeit (s) |
| ----- | ------------------ | ------------------------------ | -------- |
| 1     | Sandie Richards    | Jamaika                        | 51,57    |
| 2     | Jearl Miles Clark  | USA                            | 51,77    |
| 3     | Allison Curbishley | Großbritannien                 | 51,99    |
| 4     | Norfalia Carabalí  | Kolumbien                      | 52,18    |
| 5     | Hana Benešová      | Tschechien                     | 52,74    |
| 6     | Mayra González     | Mexiko                         | 53,63    |
| 7     | Kaltouma Nadjina   | Tschad                         | 54,49    |
| 8     | Cathalina Staye    | St. Vincent und die Grenadinen | 55,54 NR |

### Vorlauf 3
2. August 1997, 8:26 Uhr
| Platz | Name                | Nation         | Zeit (s) |
| ----- | ------------------- | -------------- | -------- |
| 1     | Kim Graham          | USA            | 51,92    |
| 2     | Donna Fraser        | Großbritannien | 52,21    |
| 3     | Patrizia Spuri      | Italien        | 52,54    |
| 4     | Tatjana Tschebykina | Russland       | 52,57    |
| 5     | Inez Turner         | Jamaika        | 53,34    |
| 6     | Christína Panágou   | Griechenland   | 54,23    |
| 7     | Grace Dinkins       | Liberia        | 55,19    |
| DNS   | Charity Opara       | Nigeria        |          |

### Vorlauf 4
2. August 1997, 8:34 Uhr
| Platz | Name                | Nation                  | Zeit (s) |
| ----- | ------------------- | ----------------------- | -------- |
| 1     | Grit Breuer         | Deutschland             | 51,43    |
| 2     | Olga Kotljarowa     | Russland                | 51,55    |
| 3     | Falilat Ogunkoya    | Nigeria                 | 51,77    |
| 4     | Naděžda Koštovalová | Tschechien              | 52,15    |
| 5     | Adri de Jongh       | Südafrika               | 52,47    |
| 6     | Zoila Stewart       | Costa Rica              | 54,03    |
| 7     | Dijana Kojic        | Bosnien und Herzegowina | 55,06    |
| 8     | Olga Conte          | Argentinien             | 55,82    |

### Vorlauf 5
2. August 1997, 8:42 Uhr
| Platz | Name                | Nation         | Zeit (s) |
| ----- | ------------------- | -------------- | -------- |
| 1     | Lorraine Fenton     | Jamaika        | 51,45    |
| 2     | Cathy Freeman       | Australien     | 51,53    |
| 3     | Maicel Malone       | USA            | 51,57    |
| 4     | Pauline Davis       | Bahamas        | 51,61    |
| 5     | Anja Rücker         | Deutschland    | 51,84    |
| 6     | Marina Filipovic    | BR Jugoslawien | 53,16    |
| 7     | Swetlana Bodrizkaja | Kasachstan     | 53,28    |

## Viertelfinale
Aus den drei Viertelfinalläufen qualifizierten sich die jeweils ersten vier Athletinnen – hellblau unterlegt – sowie die darüber hinaus vier zeitschnellsten Läuferinnen – hellgrün unterlegt – für das Halbfinale.

### Viertelfinallauf 1
2. August 1997, 19:55 Uhr
| Platz | Name               | Nation         | Zeit (s) |
| ----- | ------------------ | -------------- | -------- |
| 1     | Sandie Richards    | Jamaika        | 50,08    |
| 2     | Helena Fuchsová    | Tschechien     | 50,36    |
| 3     | Pauline Davis      | Bahamas        | 50,53    |
| 4     | Olga Kotljarowa    | Russland       | 50,63    |
| 5     | Maicel Malone      | USA            | 50,77    |
| 6     | Allison Curbishley | Großbritannien | 50,78    |
| 7     | Anja Rücker        | Deutschland    | 51,36    |
| DNF   | Adri de Jongh      | Südafrika      |          |

### Viertelfinallauf 2
2. August 1997, 20:05 Uhr
| Platz | Name                | Nation      | Zeit (s) |
| ----- | ------------------- | ----------- | -------- |
| 1     | Falilat Ogunkoya    | Nigeria     | 50,39    |
| 2     | Grit Breuer         | Deutschland | 50,65    |
| 3     | Tatjana Alexejewa   | Russland    | 50,90    |
| 4     | Kim Graham          | USA         | 51,72    |
| 5     | LaDonna Antoine     | USA         | 52,37    |
| 6     | Naděžda Koštovalová | Tschechien  | 52,61    |
| 7     | Damayanthi Darsha   | Sri Lanka   | 53,49    |
| 8     | Tonique Williams    | Bahamas     | 54,23    |

### Viertelfinallauf 3
2. August 1997, 20:15 Uhr
| Platz | Name                | Nation         | Zeit (s) |
| ----- | ------------------- | -------------- | -------- |
| 1     | Jearl Miles Clark   | USA            | 50,66    |
| 2     | Cathy Freeman       | Australien     | 50,75    |
| 3     | Lorraine Fenton     | Jamaika        | 51,03    |
| 4     | Olabisi Afolabi     | Nigeria        | 51,07    |
| 5     | Donna Fraser        | Großbritannien | 51,11    |
| 6     | Norfalia Carabalí   | Kolumbien      | 51,42    |
| 7     | Tatjana Tschebykina | Russland       | 51,57    |
| 8     | Patrizia Spuri      | Italien        | 52,15    |

## Halbfinale
Aus den beiden Halbfinalläufen qualifizierten sich die jeweils ersten vier Athletinnen – hellblau unterlegt – für das Finale.

### Halbfinallauf 1

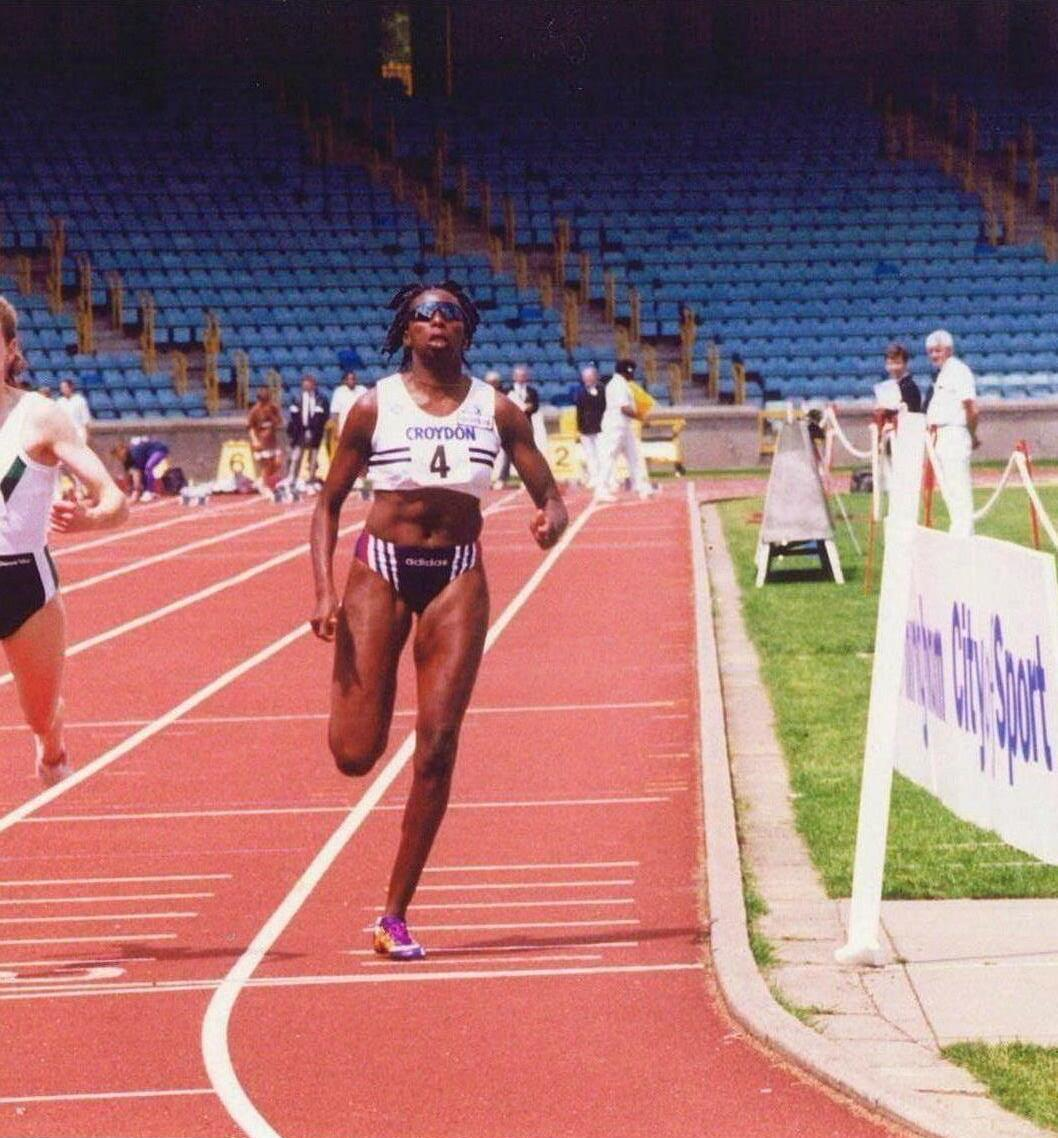
Donna Fraser hatte sich für das Halbfinale qualifiziert, konnte jedoch dort nicht starten

3. August 1997, 19:20 Uhr
| Platz | Name              | Nation         | Zeit (s) |
| ----- | ----------------- | -------------- | -------- |
| 1     | Jearl Miles Clark | USA            | 50,05    |
| 2     | Falilat Ogunkoya  | Nigeria        | 50,06    |
| 3     | Cathy Freeman     | Australien     | 50,11    |
| 4     | Pauline Davis     | Bahamas        | 50,77    |
| 5     | Lorraine Fenton   | Jamaika        | 50,90    |
| 6     | Olga Kotljarowa   | Russland       | 51,03    |
| 7     | Anja Rücker       | Deutschland    | 51,94    |
| DNS   | Donna Fraser      | Großbritannien |          |

### Halbfinallauf 2
3. August 1997, 19:30 Uhr
| Platz | Name               | Nation         | Zeit (s) |
| ----- | ------------------ | -------------- | -------- |
| 1     | Sandie Richards    | Jamaika        | 50,21    |
| 2     | Grit Breuer        | Deutschland    | 50,33    |
| 3     | Helena Fuchsová    | Tschechien     | 50,69    |
| 4     | Tatjana Alexejewa  | Russland       | 50,98    |
| 5     | Maicel Malone      | USA            | 51,40    |
| 6     | Allison Curbishley | Großbritannien | 51,42    |
| 7     | Olabisi Afolabi    | Nigeria        | 51,44    |
| 8     | Kim Graham         | USA            | 51,54    |

## Finale

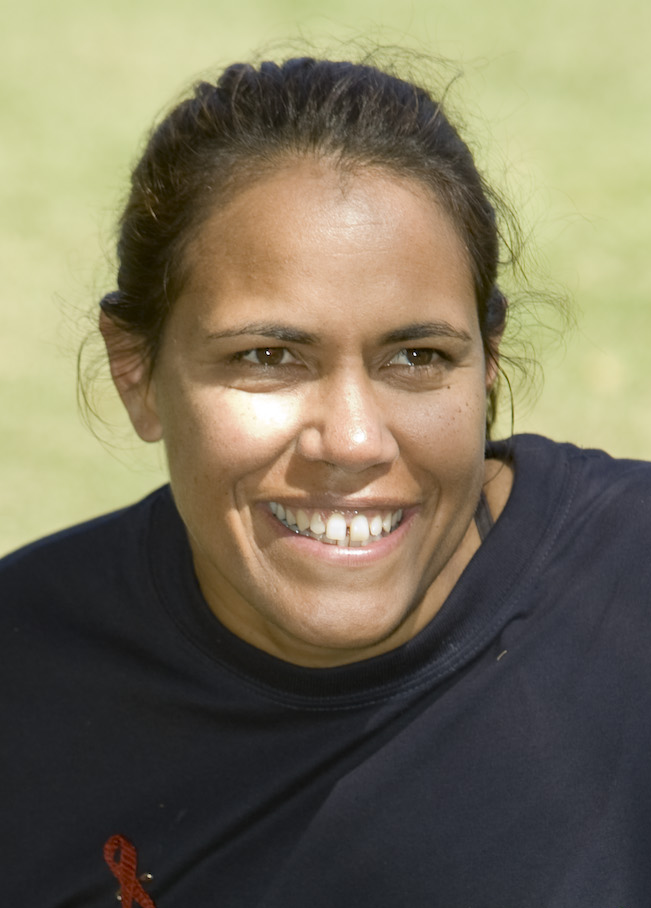
Weltmeisterin Cathy Freeman war 1996 Olympiazweite und den 1995 WM-Dritte mit der 4-mal-100-Meter-Staffel ihres Landes – 2000 sollte der Olympiasieg folgen

4. August 1997, 20:05 Uhr
| Platz | Name              | Nation      | Zeit (s) |
| ----- | ----------------- | ----------- | -------- |
| 1     | Cathy Freeman     | Australien  | 49,77    |
| 2     | Sandie Richards   | Jamaika     | 49,79    |
| 3     | Jearl Miles Clark | USA         | 49,90    |
| 4     | Grit Breuer       | Deutschland | 50,06    |
| 5     | Falilat Ogunkoya  | Nigeria     | 50,27    |
| 6     | Helena Fuchsová   | Tschechien  | 50,66    |
| 7     | Pauline Davis     | Bahamas     | 50,68    |
| 8     | Tatjana Alexejewa | Russland    | 51,37    |

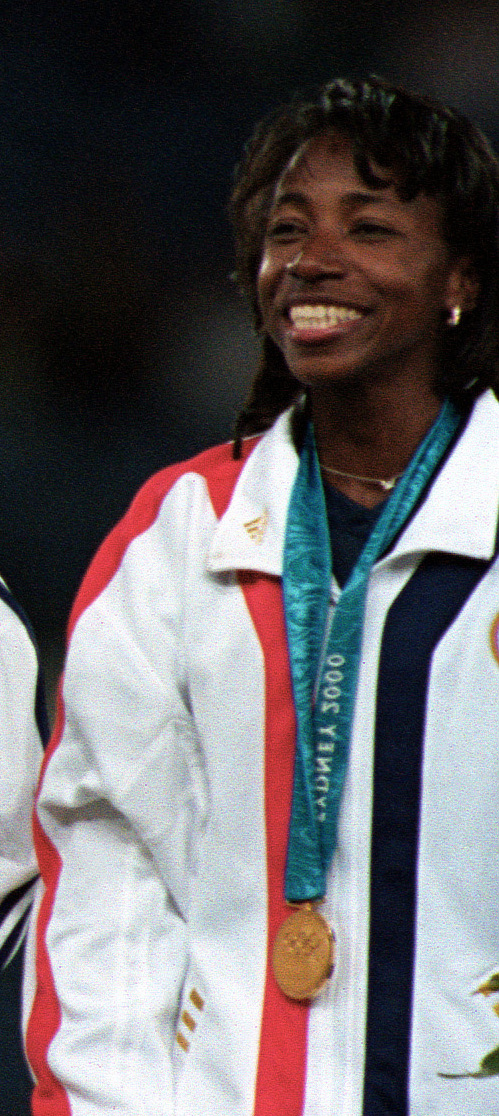
Jearl Miles-Clark, 1993 Weltmeisterin und Gewinnerin zahlreicher Medaillen mit der 4-mal-400-Meter-Staffel ihres Landes, wurde wie schon 1995 WM-Dritte
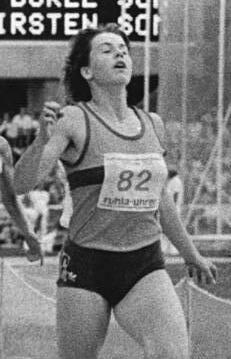
Grit Breuer (hier als Siegerin der DDR-Meisterschaften 1989), 1991 Vizeweltmeisterin und 1990 Europameisterin, die außerdem an vielen Staffelmedaillen ihres Landes beteiligt war, belegte Rang vier

## Video
- Women’s 400m Final World Athletics Championships Athens 1997, Video veröffentlicht am 26. August 2016 auf youtube.com, abgerufen am 27. Juni 2020